# Jo Wegener
Johanna „Jo“ Wegener (* 1. Dezember 1913 in Hamburg; † 5. April 1995 ebenda) war eine deutsche Schauspielerin, Hörspiel- und Synchronsprecherin.

## Leben
Nach ihrem Schauspielstudium in Hamburg debütierte Jo Wegener am Staatstheater Oldenburg, später spielte sie an Bühnen in Braunschweig, Magdeburg und Stettin. Nach Ende des Zweiten Weltkrieges kam sie wieder in ihre Geburtsstadt, wo sie an verschiedenen Bühnen auftrat. 1952 stand sie neben Hilde Krahl in dem Stück Johnny Belinda auf der Bühne der Hamburger Kammerspiele, 1955 gastierte sie am Theater im Zimmer, ebenso 1969 in dem Stück Madame de Sade von Mishima Yukio in der Regie von Christoph Roethel.
Lediglich in den 1950er und den 1970er Jahren arbeitete Jo Wegener zeitweise vor der Kamera. Unter anderem sah man sie in einer Folge der Serie Hamburg Transit und in zwei Tatort-Episoden. Als Synchronsprecherin lieh sie beispielsweise Irene Tedrow in der Columbo-Folge Momentaufnahme für die Ewigkeit ihre Stimme, in der Serie Catweazle war sie die deutsche Stimme von Gwen Nelson als Mrs. Gowdie.
Jo Wegener war darüber hinaus umfangreich für den Hörfunk tätig. Seit 1948 wirkte sie in knapp 200 Produktionen überwiegend des Nordwestdeutschen und später des Norddeutschen Rundfunks mit, so mehrfach in den Serien Das Gericht zieht sich zur Beratung zurück und Die Jagd nach dem Täter.
Unter dem Titel Mein Sammelsurium veröffentlichte Jo Wegener 1991 ein Buch mit Geschichten und Gedichten.

## Filmografie
- 1953: Königinnen von Frankreich
- 1954: Ein Mann aus einer großen Stadt
- 1954: Der Teufel fährt in der 3. Klasse
- 1956: Die Ehe des Dr. med. Danwitz
- 1971: Aus dem Alltag in der DDR: Dritter Versuch einer Rekonstruktion nach Berichten und Dialogen
- 1971: Tatort – Blechschaden
- 1972: Hamburg Transit – Der letzte Auftritt
- 1973: Tatort – Platzverweis für Trimmel

## Hörspiele (Auswahl)
- 1948: Tödliche Rechnung – Regie: Kurt Reiss
- 1948: Menschenleben nicht notiert – Regie: Fritz Schröder-Jahn
- 1948: Säuberung in Ithaka – Regie: Hans Quest
- 1949: Der Traumfeind – Regie: Fritz Schröder-Jahn
- 1949: Das Leben geht weiter – Regie: Fritz Schröder-Jahn
- 1949: Flug über Sibirien – Regie: Fritz Schröder-Jahn
- 1949: Schiff ohne Hafen – Regie: Fritz Schröder-Jahn
- 1950: Ein Tag wie morgen. 1. Februar 1950. Die Summe aus 80.000 Tagebüchern – Regie: Fritz Schröder-Jahn
- 1950: Die Unsterblichen – Regie: Kurt Reiss
- 1951: Bummel durch den Februar – Regie: Curt Becker
- 1951: Bummel durch den Mai – Regie: Curt Becker
- 1951: Der Einzelgänger – Regie: Fritz Schröder-Jahn
- 1951: Träume – Regie: Fritz Schröder-Jahn
- 1952: Alle Menschen leben in Kirchborn – Regie: Fritz Schröder-Jahn
- 1952: Wanderjahre ohne Lehre – Regie: Gustav Burmester
- 1952: Das Gericht zieht sich zur Beratung zurück (Folge: Der Orgeldieb) – Regie: Gerd Fricke
- 1953: Ein Engel namens Schmitt – Regie: Otto Kurth
- 1953: Das Gericht zieht sich zur Beratungzurück (Folge: Der feine Kavalier) – Regie: Gerd Fricke
- 1954: Meine Frau wohnt nebenan – Regie: Erik Ode
- 1954: Sabeth – Regie: Gustav Burmester
- 1954: Unter dem Milchwald – Regie: Fritz Schröder-Jahn
- 1954: Der öst-westliche Diwan – Regie: Gert Westphal
- 1955: Mary Celeste – Regie: Otto Kurth
- 1955: Fröhliches Erwachen – Regie: Gert Westphal
- vor 1956: Hörspiele der Zeit (1): Das Ei der Columba – Autor und Regie: Kurt Reiss
- 1956: Olga 17 – Regie: Fritz Schröder-Jahn
- 1956: Der Leinwandmesser – Regie: Otto Kurth
- 1956: Streik in Ferrara – Regie: Ludwig Cremer
- 1956: Das Verhör des Lukullus – Regie: Fritz Schröder-Jahn
- 1957: Die verschlossene Tür – Regie: Ludwig Cremer
- 1957: Der Ring des Kalifen – Regie: Hans Rosenhauer
- 1958: Lerse lebt oder Lorbeer mit Blechmusik – Regie: Gustav Burmester
- 1959: Alles inbegriffen – Regie: Wolfgang Schwade
- 1960: Die Jagd nach dem Täter (Folge: Das Mädchen aus der Seine) – Regie: S. O. Wagner
- 1961: Die Jagd nach dem Täter (Folge: Feuer vor der Küste) – Regie: S. O. Wagner
- 1963: Das Obdach – Regie: Fritz Schröder-Jahn
- 1963: Akte M Strich 1 – Regie: Günter Siebert
- 1964: Strand der Fremden – Regie: Gert Westphal
- 1964: Sonntag Nachmittag – Regie: Gert Westphal
- 1965: Das Geisterschiff in der Dagger-Bucht – Regie: Otto Kurth
- 1966: Du – Regie: Fritz Schröder-Jahn
- 1967: Gefährten – Regie: Hans Bernd Müller
- 1967: Pastorale 67 – Regie: Fritz Schröder-Jahn
- 1968: De Narr – Regie: Curt Timm
- 1968: Geschmackssache – Regie: Fritz Schröder-Jahn
- 1969: Die kleinen Grünen – Regie: Hans Bernd Müller
- 1971: Fremde Tote – Regie: Hans Rosenhauer
- 1977: Orientierungspunkte – Regie: Hans Rosenhauer
- 1979: Die einfachste Sache von der Welt oder Ein Fachmann kommt – Regie: Hans Gerd Krogmann

## Veröffentlichungen
- Mein Sammelsurium, Verlag Friedling & Partner GmbH, Berlin, 1991, ISBN 3-89009-219-5.